# Charles-François Mandar
Pour les articles homonymes, voir Mandar (homonymie).
Charles-François Mandar, né le 11 novembre 1757 à Marines, mort le 8 septembre 1844 à Paris, est un architecte et ingénieur français.
Son ouvrage se caractérise par l'adoption encore controversée à l'époque de la fortification perpendiculaire de Montalembert.

## Biographie

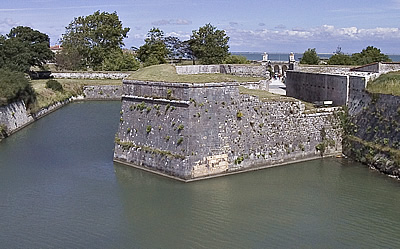
Fossé du fort de l'ile d’Aix.

Son oncle est le prédicateur royal Jean-François Mandar.
Entre 1772 et 1777, Mandar étudie à l’École royale militaire de Paris où il apprend les mathématiques, l’architecture civile et l’art des fortifications. Jusqu’en 1780, il est employé comme ingénieur-géographe au département des affaires étrangères, à Versailles. Puis, pendant trois ans, il travaille avec le général Montalembert sur la construction du fort d’Aix, sur lequel il a ensuite retravaillé à sa remise en état pendant la Révolution.En 1783, jusqu’en 1786, il est enseignant d’architecture civile et de fortification à l’École militaire de Pont-de-Voy, près de Blois. À partir de 1787, il poursuit une carrière d’architecte et se tourne vers une clientèle privée en construisant des maisons à Paris et dans les environs.
Au début de la Révolution, son frère, Théophile Mandar, fréquente quotidiennement Danton et Robespierre. Il a probablement aidé Charles-François Mandar à recevoir des commissions d'architecte et d'ingénieur. Lui-même a été membre de la Société populaire et républicaine des arts.
En 1790, il créa la rue Mandar à Paris, 2e arrondissement dans le cadre d'une opération spéculative dirigée par Jacques-Jean Le Couteulx du Molay, et donna les plans de pratiquement toutes les constructions qui la bordaient. Il a habité jusqu'à sa retraite au no 9.
Il réaménage le jardin et construit le pavillon chinois du château de Madon, vers 1790.
En 1790, pour la Fête de la Fédération, il a proposé à l'assemblée constituante de se servir du terrain vague se trouvant entre l'École militaire et la Seine, appelé Champ-de-Mars. Il est nommé premier dessinateur pour les travaux des installations nécessaires à cette fête. Une estampe gravée par Berthault est intitulée : Vue du Champ de Mars, le 14 juillet 1790, dédiée et présentée à M. Charon, président de la Commune de Paris, pour le Pacte Fédératif et auteur de la Confédération nationale. Par son très obéissant serviteur, Madar, architecte civil et militaire (voir).
Il projette en 1792 à Rueil-Malmaison une résidence de campagne pour l'actrice Louise-Rosalie Dugazon, la maîtresse de Jacques-Jean Le Couteulx. Ce projet n'a pas été réalisé.
Le 20 septembre 1793 il est nommé membre de la Commission des arts auprès de la Convention pour ce qui concerne l'artillerie et le génie. Il est envoyé en mission à Harfleur puis en Hollande. Dans le même temps, il devient le chef adjoint du dépôt des cartes et plans de la Commission des travaux publics où il fait la connaissance de l'ingénieur Joseph Mathieu Sganzin.
Le ministre de l'intérieur Pierre Bénézech lui accorde le titre d'ingénieur ordinaire des ponts et chaussées en 1796 avec la charge d'enseigner l'architecture.
Entre 1796 et 1820, il est professeur d’architecture à l’École des Ponts et Chaussées. Il est nommé ingénieur en chef de deuxième classe en 1805 et de première classe en 1811. Il a conservé le titre de professeur honoraire jusqu'en 1830. Il y a eu Simon Vallot comme successeur.
En 1800, Sganzin le fait appeler au ministère de la Marine comme conseiller pour les bâtiments et les fortifications et le fait nommer ingénieur des Travaux maritimes. Il participe en 1801 au premier projet du fort Boyard au large de l'île d'Aix qui n'a pas été construit dont la conception est fidèle aux principes énoncés par Montalembert dans la Fortification perpendiculaire et a inspiré le projet actuel. Il est envoyé en mission à Cherbourg et à Boulogne, en 1813.
Il est mis à la retraite des Ponts et chaussées en 1830. Il continue ensuite à percevoir des honoraires pour des travaux d'architecte-conseil. Bien qu'il se soit largement consacré à l'ingénierie de la fortification, il affirmera dans le contenu de ses cours en 1830 « Que de temps perdu pour étudier un système devenu invalide ».

## Publications
- Charles-François Mandar, De l’architecture des forteresses, ou de l’art de fortifier les places, Paris, Magimel, an ix
- Charles-François Mandar, Détails de construction d'une maison donnés pour l'instruction des élèves de l'École royale des Ponts et Chaussées, 1818
- Charles-François Mandar, Études d’architecture civile, ou Plans, élévations, coupes et détails nécessaires pour élever, distribuer et décorer une maison et ses dépendances, publiés pour l’instruction des élèves de l’École royale des ponts et chaussées, Paris, Carilian-Gœury, 1826

## Distinction
- Chevalier de la Légion d'honneur (1814)[1]